# Delta, Pennsylvania
Delta är en ort i York County i delstaten Pennsylvania. Enligt 2010 års folkräkning hade Delta 728 invånare.